# Lino Gomes
Lino M. Gomes (Almada, 15 de setembro de 1985) é um produtor independente de cinema português conhecido por produzir as curtas-metragens Clarisse (2013) (em competição para o 48 Short Media) e o recente drama Em Branco (2014), ambos realizados por Luciano Sazo.
É informático de profissão e tem como hobbie a produção de cinema independente. O seu primeiro contacto com a sétima arte surgiu com a escrita para uma revista de cinema em 2010 (Magazine HD). Mais tarde, teve a oportunidade de colaborar diretamente com a produção de filmes. Trabalhou como produtor executivo nas curtas-metragens Clarisse (2013), Screen (2013) e Em Branco (2015). Assumiu ainda o cargo de produtor em Building Memories (2014), Tu (2015), O Rei e o Peão (2015) e Anedonia (2016). Já fez de assistente de realização, assistente de produção, operador de câmara, captação de som e figuração. Estreou-se recentemente como argumentista e realizador com No Deserto (2015), uma curta-metragem também produzida por si.
Em setembro de 2015, fez figuração para o filme The Promise (2016) do realizador Terry George (nomeado para 3 oscares com o filme Hotel Ruanda (2014)), onde contracenou também com atores de mérito onde constam Christian Bale, Oscar Isaac e Charlotte Le Bon.